# Puebla de Alcocer
Puebla de Alcocer je španělská obec situovaná v provincii Badajoz (autonomní společenství Extremadura).

## Poloha
Obec je vzdálena 45,7 km od města Herrera del Duque, 110 km od Méridy, 178 km od města Badajoz, 252 km od Sevilly a 260 km od Madridu. Patří do okresu La Siberia a soudního okresu Herrera del Duque. Obcí prochází silnice EX-103 a EX-322.

## Historie
V roce 1834 se obec stává součástí soudního okresu Puebla de Alcocer. V roce 1842 čítala obec 577 usedlostí a 2202 obyvatel.

## Odkazy

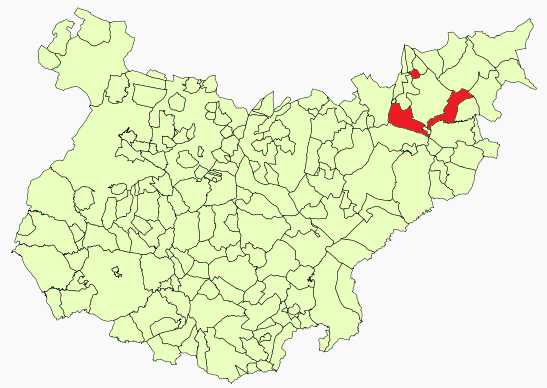
Poloha obce v provincii Badajoz

## Demografie
| Populace Puebly de Alcocer z let (1842–2010) | Populace Puebly de Alcocer z let (1842–2010) | Populace Puebly de Alcocer z let (1842–2010) | Populace Puebly de Alcocer z let (1842–2010) | Populace Puebly de Alcocer z let (1842–2010) | Populace Puebly de Alcocer z let (1842–2010) | Populace Puebly de Alcocer z let (1842–2010) | Populace Puebly de Alcocer z let (1842–2010) | Populace Puebly de Alcocer z let (1842–2010) | Populace Puebly de Alcocer z let (1842–2010) | Populace Puebly de Alcocer z let (1842–2010) | Populace Puebly de Alcocer z let (1842–2010) | Populace Puebly de Alcocer z let (1842–2010) | Populace Puebly de Alcocer z let (1842–2010) | Populace Puebly de Alcocer z let (1842–2010) | Populace Puebly de Alcocer z let (1842–2010) | Populace Puebly de Alcocer z let (1842–2010) | Populace Puebly de Alcocer z let (1842–2010) |
| -------------------------------------------- | -------------------------------------------- | -------------------------------------------- | -------------------------------------------- | -------------------------------------------- | -------------------------------------------- | -------------------------------------------- | -------------------------------------------- | -------------------------------------------- | -------------------------------------------- | -------------------------------------------- | -------------------------------------------- | -------------------------------------------- | -------------------------------------------- | -------------------------------------------- | -------------------------------------------- | -------------------------------------------- | -------------------------------------------- |
| 1842                                         | 1857                                         | 1860                                         | 1877                                         | 1887                                         | 1897                                         | 1900                                         | 1910                                         | 1920                                         | 1930                                         | 1940                                         | 1950                                         | 1960                                         | 1970                                         | 1981                                         | 1991                                         | 2001                                         | 2010                                         |
| 2 202                                        | 3 063                                        | 3 128                                        | 2 807                                        | 2 903                                        | 2 853                                        | 2 891                                        | 3 309                                        | 3 447                                        | 3 816                                        | 3 569                                        | 4 179                                        | 3 326                                        | 2 348                                        | 1 993                                        | 1 546                                        | 1 405                                        | 1 261                                        |